# Богатырская каша
«Богаты́рская ка́ша» — советский мультипликационный фильм, снятый и созданный в 1987 году режиссёром-мультипликатором Александром Мазаевым. В мультфильме интенсивно использован приём тотальной мультипликации.

## Сюжет
Весёлая и поучительная история о том, что маленьким детям, да и взрослым тоже, необходимо кушать кашу.
Маленький мальчик Митя очень не любил кашу. Когда мальчик пришёл к двум своим друзьям, то с удивлением застал их за поеданием каши, после чего обозвал их «кашеедами». Однако друзья опровергают его и объясняют, что он всё же не прав.
Оба друга Мити по очереди рассказали ему свои истории из жизни, когда каша помогала им в определённых ситуациях. Один из них поймал акулу (которая теперь ему прислуживает), другой — грифа. Митя, прослушав их и решив похвастаться, тоже рассказал им свою историю о схватке с крокодилом, которого он упустил.
Спустя некоторое время в комнату входят три мужчины (очевидно, отцы Мити и его друзей), и говорят, что поймали крокодила. Однако, увидев, что дети едят кашу, сначала не верят своим глазам, а потом присоединяются к ним. Вдруг из-под стола выползает крокодил и тоже просит каши.

## Над фильмом работали
Съёмочная группа мультфильма состояла из:

### Актёры
- Маргарита Корабельникова — Митя;
- Василий Ливанов — Гриф;
- Всеволод Ларионов — первый папа / крокодил;
- Рогволд Суховерко — второй папа;
- Юрий Волынцев — третий папа;
- Татьяна Шатилова — первый друг Мити;
- Екатерина Краснобаева — второй друг Мити.

### Создатели
- Автор сценария — Михаил Шелехов
- Кинорежиссёр — Александр Мазаев
- Художник-постановщик — Александр Гурьев
- Композитор — Александр Клевицкий
- Кинооператор — Кабул Расулов
- Звукооператор — Борис Фильчиков
- Художники-мультипликаторы — Юрий Мещеряков, Александр Дорогов, Сергей Дёжкин, Александр Панов, Галина Зеброва, Анатолий Абаренов
- Ассистент режиссёра — Е. Качкова
- Монтажёр — Ольга Василенко
- Художники — Анна Атаманова, Алиса Карасёва, Ольга Павлова
- Редактор — Раиса Фричинская
- Директор съёмочной группы — О. Хрулёва
- Художественный руководитель — Роман Качанов